# L'isola delle storie
L'Isola delle Storie è un festival letterario che si tiene annualmente, dal 2004, nei primi giorni di luglio a Gavoi, in provincia di Nuoro, in Barbagia, Sardegna; è detto anche, più ufficialmente, Festival letterario della Sardegna, oppure, più correntemente, Festival di Gavoi.

## Storia
Nel 2002 nasce l'idea di un primo festival letterario della Sardegna tra un gruppo di scrittori cagliaritani: Flavio Soriga, Giulio Angioni, Giorgio Todde, Luciano Marrocu, Francesco Abate e altri, soliti riunirsi in un ristorante cagliaritano. Tutti insieme fondano l'associazione "L'Isola delle Storie" con sede a Oristano e con primo presidente Giorgio Todde. Al gruppo e all'idea di un festival letterario sardo si uniscono ben presto il libraio Aurelio Pullara di Gavoi e Marcello Fois, altri gavoesi e, molto più tardi, altri scrittori come Bruno Tognolini e Michela Murgia. Il Festival di Gavoi è dunque una creatura di quella che si suole definire la nouvelle vague ovvero Nuova letteratura sarda degli ultimi decenni a cavallo tra Novecento e Duemila, che si suole far iniziare verso la fine degli anni '80 del secolo scorso con le opere della triade formata da Sergio Atzeni, Salvatore Mannuzzu e Giulio Angioni.
Convinto sostenitore del Festival è stato il regista Ermanno Olmi, che ha partecipato a diverse edizioni, festeggiando i suoi 80 anni nel corso dell'edizione del 2011. La partecipazione di pubblico, sempre ampia e attenta, è prevalentemente isolana, ma quella degli scrittori, editori e gente del libro è largamente internazionale, fin dall'inizio.
Il Festival ha acquisito sempre maggiore visibilità e anche importanza non solo in Italia e in Europa: oggi è considerato uno dei più interessanti e originali nel panorama dei festival di approfondimento culturale a livello internazionale. Nel marzo del 2013, nel Rapporto sulla Promozione della Lettura in Italia, del Dipartimento per l'informazione e l'editoria della Presidenza del Consiglio dei ministri e curato dal Forum del Libro, che ha preso in esame 1200 manifestazioni, il Festival Letterario della Sardegna è stato inserito tra le diciotto più importanti manifestazioni letterarie del tipo delle fiere in Italia.